# Adar
Adar (hebraico: אֲדָר‎) é o 12º mês e, nos anos embolísticos, também o 13º mês do calendário judaico.
O calendário judaico é lunissolar com meses lunares que começam na lua nova e anos trópicos que seguem as estações. Adar é o último mês do ano religioso com 29 dias (nos anos normais).
Ocorre um mês complementar de Adar durante os anos embolísticos. Neste período, Adar denomina-se Adar Rishon (com 30 dias) e Adar Sheni (com 29 dias).